# Pat Murphy
Pat Murphy, född 9 mars 1955, är en amerikansk fantasy- och science fiction-författare.
1987 belönades hon med Nebulapriset för romanen The Falling Woman och samma år för långnovellen Forever Yours, Anna.